# JJ72 (album)
JJ72 is het debuutalbum van de Ierse band JJ72. Het album kwam uit op 28 augustus 2000 in het Verenigd Koninkrijk en op 1 september 2000 in JJ72's thuisland. In het Verenigd Koninkrijk behaalde het album goud.

## Nummers
Alle muziek en teksten zijn geschreven door Mark Greaney. 
| Nr. | Titel            | Duur |
| --- | ---------------- | ---- |
| 1.  | October Swimmer  | 3:22 |
| 2.  | Undercover Angel | 3:44 |
| 3.  | Oxygen           | 3:42 |
| 4.  | Willow           | 4:23 |
| 5.  | Surrender        | 4:11 |
| 6.  | Long Way South   | 2:51 |
| 7.  | Snow             | 3:20 |
| 8.  | Broken Down      | 5:09 |
| 9.  | Improv           | 2:52 |
| 10. | Not Like You     | 3:36 |
| 11. | Algeria          | 3:21 |
| 12. | Bumble Bee       | 4:21 |

## Personeel

### Bezetting
- Mark Greaney (zang, bas)
- Hilary Woods (bas)
- Fergal Matthews (drums)

### Productie
- Ian Caple (producer)